# Lucien Littlefield
Lucien Lovell Littlefield (* 15. August 1895 in San Antonio, Texas; † 4. Juni 1960 in Hollywood, Kalifornien) war ein US-amerikanischer Schauspieler.

## Leben und Karriere
Nach dem Besuch einer Militärakademie gab Lucien Littlefield sein Debüt als Theaterschauspieler im Alter von 17 Jahren; schon kurz darauf gab er sein Filmdebüt. Noch bevor er überhaupt das Wahlalter von 21 Jahren erreichte, hatte er bereits in vielen Filmen alte Greise verkörpert. Ein Grund dafür war seine große Vielseitigkeit, weshalb er auch nie auf einen bestimmten Rollentypus beschränkt war. Während der Stummfilmzeit spielte Littlefield unter anderem in The Cheat (1915) unter der Regie von Cecil B. DeMille sowie im Abenteuerstreifen Der Scheich (1921) an der Seite von Rudolph Valentino. Eine seiner bekanntesten Rollen während der Stummfilmzeit hatte er im Horrorfilm Spuk im Schloß aus dem Jahr 1927, wo er einen bedrohlichen Arzt verkörperte.
Der Übergang in den Tonfilm gelang Littlefield gut. Er spielte unter anderem komische Nebenrollen in zwei Komödien von Laurel und Hardy: In Männer im Schornstein war er als verrückter Professor zu sehen, der eine Verjüngungskur erfindet; und in Die Wüstensöhne bescheinigt er Ollie als behandelnder Tierarzt ein „Doppeldackeldelirium“. In der Komödie Ein Butler in Amerika aus dem Jahr 1935 entlässt er in der Rolle eines snobhaften Neureichen den von Charles Laughton gespielten Butler. Ende der 1930er-Jahre ließ die Qualität von Littlefields Filmen zusehends nach und er spielte meistens nur noch Nebenrollen in unbedeutenderen Filmen. In den 1950er-Jahren übernahm er Gastrollen in zahlreichen amerikanischen Fernsehserien wie The Lone Ranger und Peter Gunn. Er arbeitete bis zu seinem Tod als Schauspieler und hatte zwischen 1914 und 1961 über 280 Film- und Fernsehauftritte.
1925 heiratete er Constance Palmer, die Ehe hielt bis zu seinem Tod im Alter von 64 Jahren. Sie hatten eine Tochter namens Constance Palmer Littlefield. Außerdem war Luciens jüngerer Bruder Ralph Littlefield (1901–1977) ebenfalls als Schauspieler tätig.

## Filmografie (Auswahl)
- 1915: The Warrens of Virginia
- 1915: The Wild Goose Chase
- 1915: The Cheat
- 1915: Temptation
- 1916: Joan the Woman
- 1917: The Cost of Hatred
- 1920: Irrwege einer Ehe (Why Change Your Wife?)
- 1920: The Round-Up
- 1921: Der Scheich (The Sheik)
- 1922: Rent Free
- 1922: Her Husband's Trademark
- 1922: Frauen auf schiefer Bahn (Manslaughter)
- 1923: Ein Mädchen und drei alte Narren (Three Wise Fools)
- 1924: Deserteure des Lebens (Feet of Clay)
- 1924: Teeth
- 1924: Nebengeräusche (Never Say Die)
- 1924: Wer war der Vater? (Name the Man)
- 1924: Der Sturm auf den Goldexpreß (The Deadwood Coach)
- 1924: Die Insel der Gestrandeten (The Painted Lady)
- 1925: Charleys Tante (Charley’s Aunt)
- 1925: Die Steppenreiter von Texas (Tumbleweeds)
- 1925: Innocent Husbands
- 1926: Fluten der Leidenschaft (Torent)
- 1926: Kaufhaus Pleite (Take It From Me)
- 1927: Spuk im Schloß (The Cat and the Canary)
- 1927: Meine beste Freundin (My Best Girl)
- 1927: Onkel Tom’s Hütte (Uncle Tom's Cabin)
- 1927: Kampf im Tal der Riesen (The Valley of the Giants)
- 1928: Die neue Heimat (A Ship Comes In)
- 1929: Drag
- 1930: Tom Sawyer
- 1931: Young as You Feel
- 1931: Der Mann, den sein Gewissen trieb (Broken Lullaby)
- 1932: Shopworn
- 1932: Der schöne Karl (Downstairs)
- 1932: Rasputin: Der Dämon Rußlands (Rasputin and the Empress)
- 1932: Wenn ich eine Million hätte (If I Had a Million)
- 1932: Die Frau im U-Boot (Devil and the Deep)
- 1933: The Bitter Tea of General Yen
- 1933: Seemannsglück (Sailor’s Luck)
- 1933: Männer im Schornstein (Dirty Work)
- 1933: Die Wüstensöhne (Sons of the Desert)
- 1934: Mandalay
- 1934: Wir senden Sonne (Stand Up and Cheer!)
- 1934: Tempel der Schönheit (Kiss and Make-Up)
- 1934: Prinzessin für 30 Tage (Thirty-Day Princess)
- 1935: Ein Butler in Amerika (Ruggles of Red Gap)
- 1935: Man on the Flying Trapeze
- 1935: Der elektrische Stuhl (The Murder Man)
- 1935: I Dream Too Much
- 1935: Magnificent Obsession
- 1936: Wenn andere schlafen… (Early to Bed)
- 1936: Flucht in die Liebe (The Moon's Our Home)
- 1936: Rose-Marie
- 1937: High, Wide and Handsome
- 1937: Schiffbruch der Seelen (Souls at Sea)
- 1937: Die Spielhölle von Wyoming (Born to the West)
- 1937: Scotland Yard greift ein! (Bulldog Drummond's Revenge)
- 1937: Frisco-Express (Wells Fargo)
- 1938: Ein Gladiator namens Hugo (The Gladiator)
- 1939: What A Life
- 1940: Der Westerner (The Westerner)
- 1941: Die kleinen Füchse (The Little Foxes)
- 1942: The Great Man's Lady
- 1942: Charlie Chan: Das Schloß in der Wüste (Castle in the Desert)
- 1942: Die fröhliche Gauner GmbH (Larceny, Inc.)
- 1943: Johnny Come Lately
- 1944: Der Rächer mit der Maske (Zorro’s Black Whip)
- 1944: Belita tanzt (Lady, Let’s Dance)
- 1946: Der Bandit von Sacramento (In Old Sacramento)
- 1946: Rendezvous with Annie
- 1946: Love Laughs at Andy Hardy
- 1947: Eine Göttin auf Erden (Down to Earth)
- 1948: Geld oder Liebe (Let’s Live a Little)
- 1949: Die Goldräuber von Tombstone (Bad Men of Tombstone)
- 1950–1953: The Lone Ranger (Fernsehserie, 3 Folgen)
- 1952: Faustrecht in Minnesota (Woman of the North Country)
- 1952: Die Söhne der drei Musketiere (At Sword’s Point)
- 1954: Der Schürzenjäger von Venedig (Casanova’s Big Night)
- 1957: Corky und der Zirkus (Circus Boy, Fernsehserie, 1 Folge)
- 1958: Wink of an Eye
- 1959: Peter Gunn (Fernsehserie, 1 Folge)
- 1961: The Fisher Family (Fernsehserie, 1 Folge)